# Лицей Тассо (Салерно)
Классический лицей Торквато Тассо (итал. Liceo classico Torquato Tasso), или Лицей Тассо (итал. Liceo Tasso) — среднеобразовательное учебное заведение в Салерно, одно из старейших в городе и во всём регионе Кампания. Дворец на площади Святого Франциска в районе Кармине, в котором размещается классический лицей, был построен для него во время правления фашистов в Италии. Достопримечательность Салерно.
Девизом учебного заведения являются слова на латыни: «O Vos Omnes, Qui Sititis Haurire Poculum Heliconis, Venite Libenter, Venite Salernum» («О все вы, кто жаждет испить из золотого кубка Геликона, идите с охотой, идите в Салерно»). Лицей является самым старым светским учебным заведением Салерно.
Лицей Тассо был основан в 1811 году в правление Мюрата. Вначале его разместили в здании упразднённого монастыря Святой Марии Магдалины, который до 1453 года принадлежал кларискам, а с 1453 по 1812 год — бенедиктинцам. Ныне в нём располагается Национальный совет. В 1815 году по приказу того же Иоахима Мюрата учебное заведение было преобразовано в Королевский лицей. В 1839—1860 годах лицей был передан в ведение иезуитов, которые переименовали его в Королевскую коллегию Святого Алоизия. После изгнания иезуитов в 1865 году учебное заведение стало называться Классическим лицеем Тарквато Тассо.
В 1923 году классический лицей был переведён из ведения Национального совета в ведение муниципалитета. В 1925 году директор лицея Джузеппе Дзито предложил построить для него новое здание. Только в 1928 году глава муниципалитета Антонио Конфорти заказал инженерам Микеле и Луиджи Де Анджелисам проект здания в стиле фашистской архитектуры. Ещё до окончания строительных работ в 1933—1934 годах в него переехал лицей.